# Bahnhof Lodi
Der Bahnhof Lodi (italienisch: Stazione di Lodi) ist der Bahnhof der norditalienischen Stadt Lodi. Er wird von der Rete Ferroviaria Italiana (RFI), einer Organisationseinheit der Ferrovie dello Stato, betrieben. Von 2001 bis 2018 lag die Vermarktung und Vermietung der Ladenflächen in Hand der Gesellschaft Centostazioni.
Der Bahnhof liegt an der von RFI betriebenen Bahnstrecke Mailand–Bologna.

## Lage
Der Bahnhof befindet sich im Stadtzentrum, südlich der Altstadt, und verfügt insgesamt über fünf Bahnsteiggleise. Das Empfangsgebäude ist ein Typenbau der SFAI, die auch in anderen gleichzeitigen lombardischen Bahnhöfen (Lecco, Mantua, Pavia und Varese) gebaut wurde.

## Geschichte
Der Bahnhof wurde 1861 als wichtigster Bahnhof des Streckenabschnittes Mailand–Piacenza, eröffnet.
Die Pläne, weitere Bahnstrecken zu bauen (nach Brescia und Pavia in den 1860ern, und nach Treviglio in den 1930ern) blieben unrealisiert; allerdings führten von 1880 bis 1918 vom Bahnhof zwei Strecken des Überlandstraßenbahnnetzes der TIP: die Lodi–Crema–Soncino und die Lodi–Sant'Angelo Lodigiano, die nur eine lokale Bedeutung hatten.
Seit dem Zweiten Weltkrieg hat sich der Pendlerverkehr nach Mailand großzügig entwickelt.

## Verkehr

### Trenitalia
Am Bahnhof Lodi halten zahlreichen InterCity-Züge, sowie die Schnellregionalzüge Mailand–Bologna von Trenitalia.

### Trenord
Die lombardische Eisenbahngesellschaft Trenord bietet Regionalzüge Mailand–Piacenza, in stündlichen Taktverkehr, und RegioExpress Mailand–Mantua, in zweistündlichen Taktverkehr. Der Bahnhof Lodi ist seit dem 13. Dezember 2009 Endstation der Linie S1 des Vorortbahnnetzes Mailands, in halbstündlichem Taktverkehr.
| Linie | Verlauf |
| ----- | --- |
|       | Saronno – Saronno Sud – Caronno Pertusella – Cesate – Garbagnate Milanese – Garbagnate Parco delle Groane – Bollate Nord – Bollate Centro – Novate Milanese – Milano Nord Quarto Oggiaro – Milano Bovisa Politecnico – Milano Lancetti – Milano Porta Garibaldi – Milano Repubblica – Milano Porta Venezia – Milano Dateo – Milano Porta Vittoria – Milano Rogoredo – San Donato Milanese – Borgolombardo – San Giuliano Milanese – Melegnano – San Zenone al Lambro – Tavazzano – Lodi |
| RE 11 | Milano Centrale – Milano Lambrate – Milano Rogoredo – Lodi – Codogno – Ponte d’Adda – Cremona – Piadena – Mantova |
| R 38  | Milano Greco Pirelli – Milano Lambrate – Milano Rogoredo – Lodi – Secugnago – Casalpusterlengo – Codogno – Santo Stefano Lodigiano – Piacenza |